# سندرم استیف-پرسن
سندرم استیف-پرسن (انگلیسی: Stiff-person syndrome) یا سندرم شخص سفت یا به اختصار «اس‌پی‌اس» یک اختلال عصبی نادر با علت نامعلوم است که مشخصه‌اش سفت و سخت شدن پیشروندهٔ ماهیچه‌هاست. این سفت شدن در آغاز در ماهیچه‌های تنه بیشتر مشهود است و مشخصه‌اش اسپاسم و گرفتگی عضلانی است که سبب تغییر شکل وضعیتی بدن می‌شود. درد مزمن کمر، اختلال در تحرک، گودی کمر علائم شایعی در این بیماری هستند.
احتمال بروز اس‌پی‌اس در حدود یک در یک میلیون نفر است و بیشتر در افراد میانسال دیده می‌شود. اقلیت کوچکی از بیماران دارای گونهٔ پارانئوپلاستیک این بیماری هستند. گونه‌های مختلفی از این بیماری وجود دارد، مثلا سندرم سفت اندام که عمدتاً یک اندام خاص را تحت تأثیر قرار می‌دهد.
اس‌پی‌اس نخستین بار در سال ۱۹۵۶ توصیف شد. معیارهای تشخیصی آن در دهه ۱۹۶۰ میلادی پیشنهاد و دو دهه بعد بازنگری و اصلاح شد. در دهه‌های ۱۹۹۰ و ۲۰۰۰، نقش آنتی‌بادی‌ها در این بیماری آشکار شد. بیماران اس‌پی‌اس به‌طور کلی آنتی‌بادی گلوتامیک اسید دکربوکسیلاز (GAD) دارند که به ندرت در جمعیت عمومی سالم دیده می‌دهد. علاوه بر آزمایش خون برای GAD، آزمایش‌های الکترومیوگرافی می‌تواند به تأیید این بیماری کمک کند.
داروهای خانوادهٔ بنزودیازپین رایج‌ترین درمان علامتی این اختلال هستند که برای تسکین علائم ناشی از سفتی عضلانی استفاده می‌شوند. سایر درمان‌های رایج شامل تجویز داروهای باکلوفن، ایمونوگلوبین داخل وریدی و ریتوکسی‌مب است. استفاده از روش پیوند سلول‌های بنیادی خونساز برای درمان این بیماری محدود اما دلگرم‌کننده بوده است.

## علائم و نشانه‌ها
سندرم شخص سفت بر اساس علت و پیشرفت بیماری به چندین زیرگروه تقسیم می‌شود. امروزه سه طبقه‌بندی بالینی اس‌پی‌اس وجود دارد:
- اس‌پی‌اس کلاسیک، با سایر اختلالات خودایمنی مرتبط و معمولاً آنتی‌بادی GAD در آن مثبت است.
- گونه‌های اس‌پی‌اس جزئی
- آنسفالومیلیت پیشرونده با سفتی و میوکلونوس (PERM)[۷]

حدود ۷۰ درصد از مبتلایان به اس‌پی‌اس، مبتلا به نوعِ «کلاسیک» آن هستند. افراد مبتلا به SPS کلاسیک معمولاً ابتدا دچار سفتی متناوب یا درد در عضلات تنه می‌شوند. این ماهیچه‌ها به‌طور مکرر و غیرارادی منقبض می‌شوند و باعث هایپرتروفی و سفت شدن آنها می‌شوند. در نهایت، عضلات سفت شده دامنه حرکتی فرد مبتلا را کاهش می‌دهند، حرکات ارادی او را آهسته می‌کنند و ممکن است باعث غیرطبیعی شدنِ حالت قرارگیری ستون فقرات و بدن، به ویژه هایپرلوردوز کمدی (گودی شدید کمر) شوند. ماهیچه‌های سفت تنه همچنین گاهی جلوی بسط و حرکت طبیعی قفسه سینه و شکم را می‌گیرد و باعث تنگی نفس و سیری زودرس شوند. در بسیاری از افراد مبتلا به اس‌پی‌اس، سفتی عضلانی در نهایت از تنه به اندام‌ها پیشرفت می‌کند – ابتدا عضلات نزدیک به تنه و سپس عضلات دورتر را گرفتار می‌کند. سفت شدن اندام‌ها می‌تواند بر تعادل و گام برداشتن فرد تأثیر بگذارد و باعث افتادن و زمین خوردنِ «مجسمه‌مانند» ناخوشایندی می‌شود که در آن، فرد نمی‌تواند با استفاده از دستانش جلوی زمین‌خوردن یا سقوط ناگهانی را بگیرد یا دست‌کم شدتِ افتادن را کمی ملایم‌تر کند. علاوه بر سفتی فزاینده، بسیاری از مبتلایان به اس‌پی‌اس دچار حملات اسپاسم و گرفتگی عضلانی می‌شوند که در اثر حرکات ناگهانی، استرس و ناراحتی عصبی یا یکه خوردن ایجاد می‌شود. اسپاسم گاهی با افزایش فشار خون، ضربان قلب، دمای بدن و تعریق همراه است. برخی افراد نیز دچار درد مزمن عضلانی می‌شوند.
شدت سفتی عضلانی در ابتدا، گاهی روزها یا هفته‌ها در نوسان است، اما در نهایت موجب اختلال در تحرک می‌شود. با پیشرفت بیماری، گاهی بیماران قادر به راه رفتن یا خم شدن نیستند. درد مزمن شایع است و با گذشت زمان بدتر می‌شود، اما گاهی درد حاد نیز رخ می‌دهد. استرس، هوای سرد و عفونت منجر به افزایش علائم می‌شود و خواب آنها را کاهش می‌دهد.
بیماران مبتلا به اس‌پی‌اس گاهی دچار گرفتگی تجمیعی و قابل تزاید ماهیچه‌ها و همچنین حساسیت شدید به لمس و صدا می‌شوند. این اسپاسم‌ها عمدتاً در اندام نزدیک به تنه و عضلات محوری رخ می‌دهند. گرفتگی عضلانی معمولاً چند دقیقه طول می‌کشد و گاهی طی چند ساعت عود می‌کند. حملات اسپاسم غیرقابل پیش‌بینی هستند و اغلب در اثر حرکات سریع، استرس و ناراحتی عاطفی، یا صداها و لمس‌های ناگهانی ایجاد می‌شوند. در موارد نادر، ماهیچه‌های صورت، دست‌ها، پاها و قفسه سینه هم ممکن است تحت تأثیر قرار گیرند و حرکات غیر معمول چشم و سرگیجه رخ دهد. گاهی رفلکس‌های کششی سریع و کلونوس در بیماران روی می‌دهد. در اواخر پیشرفت بیماری، میوکلونوس هیپناگوژیک ممکن است رخ دهد.
علاوه بر علائم فیزیکی، بسیاری از مبتلایان به اس‌پی‌اس، اختلالات عصبی و روان‌پزشکی را تجربه می‌کنند. برخی از مبتلایان به SPS دارای اختلالات عصبی مختلفی هستند که بر رفلکس‌های فیزیکی و حرکت چشم‌ها تأثیر می‌گذارد. برخی نیز دچار اضطراب، افسردگی، اختلالات مصرف الکل و فوبیا – به ویژه آگورافوبیا – می‌شوند. اکثر بیماران از نظر روانی طبیعی هستند و به شرایط خود واکنش معقولی نشان می‌دهند.
گروه اندکی از افراد مبتلا به اس‌پی‌اس، نوع «جزئی» (نیمه کامل) آن را تجربه می‌کنند که به آن «سندرم اندام سفت» نیز گفته می‌شود، که در آن انقباضات و سفتی ماهیچه‌ها به اندام‌ها یا گاهی تنها یک اندام منفرد محدود است. این سندرم در حدود ۲۵ درصد مواقع به اس‌پی‌اس کامل تبدیل می‌شود. سفتی از یک اندام شروع می‌شود و در همان‌جا شدیدترین علامت را دارد. مشکلات اسفنکتری و ساقه مغز اغلب با سندرم سفت اندام رخ می‌دهد.
انسفالومیلیت پیشرونده همراه با سفتی و میوکلونوس، نوع دیگری از این بیماری است که شامل علائم اس‌پی‌اس با مشکلات ساقه مغز، اختلالات دستگاه عصبی خودمختار و میوکلونوس است. در برخی موارد، دستگاه لیمبیک نیز تحت تأثیر قرار می‌گیرد. بیشتر بیماران دارای مشکلات اعصاب حرکتی فوقانی و اختلالات اعصاب خودمختار بدن هستند.
حدود ۵ درصد از افراد مبتلا به اس‌پی‌اس علائم را به عنوان یک سندرم پارانئوپلاستیک تجربه می‌کنند - که حاصل از حضور یک تومور در جای دیگری از بدن است که مولکول‌های فعال زیستی را آزاد می‌کند. اس‌پی‌اس پارانئوپلاستیک می‌تواند یک اندام منفرد یا تنه و اندام‌ها را با هم تحت تأثیر قرار دهد.

## علت بروز
سطح آنتی‌بادی گلوتامیک اسید دکربوکسیلاز (GAD) خون در بیماران مبتلا به اس‌پی‌اس معمولاً بالاست. حدود ۸۰ درصد از بیماران اس‌پی‌اس دارای آنتی‌بادی GAD هستند، در حالی که این رقم در جمعیت عمومی حدود ۱ درصد است. اکثریت قریب به اتفاق افرادی که در خونش‌شان آنتی‌بادی‌های GAD دارند دچار اس‌پی‌اس نخواهند شد، که نشان می‌دهد ساخت گستردهٔ این آنتی‌بادی به خودی خود، دلیل بروز بیماری نیست. تصور عمومی بر آن است که GAD، که یک اتوآنتی‌ژن پیش‌سیناپسی است، نقش کلیدی در این بیماری ایفا می‌کند، اما جزئیات دقیقی از روشی که اتوآنتی‌بادی‌ها بر بیماران اس‌پی‌اس تأثیر می‌گذارند، مشخص نیست. اکثر بیماران اس‌پی‌اس با آنتی‌بادی‌های GAD بالا دارای آنتی‌بادی‌هایی دیگری نیز هستند که پروتئین مرتبط با گیرنده گابا را مهار می‌کند (GABARAP). اتوآنتی‌بادی علیه آمفیفیزین و گِـفیرین نیز گاهی در بیماران اس‌پی‌اس یافت می‌شود. به نظر می‌رسد که آنتی‌بادی‌ها با آنتی‌ژن‌های موجود در نورون‌های مغز و سیناپس‌های طناب نخاعی برهم‌کنش دارند و باعث توقف عملکرد ناقل عصبی مهاری گاما آمینوبوتیریک اسید (GABA) می‌شوند. این موضوع منجر اختلال گابا می‌شود که احتمالاً باعث سفتی و اسپاسم ماهیچه‌ها می‌گردد که مشخصهٔ اصلی بیماری اس‌پی‌اس است. سطح گابا در قشر حرکتی مغز بیماران اس‌پی‌اس پایین است.
این که چرا خودایمنی گلوتامیک اسید دکربوکسیلاز در بیماران اس‌پی‌اس رخ می‌دهد نامشخص است، و اینکه آیا اس‌پی‌اس یک «اختلال عصبی خود ایمنی» است یا خیر مورد تردید قرار گرفته است. همچنین معلوم نیست که آیا این آنتی‌بادی‌ها بیماری‌زا هستند یا خیر. سطح تیتر آنتی‌بادی GAD که در بیماران اس‌پی‌اس یافت می‌شود با شدت بیماری ارتباطی ندارد، که نشان می‌دهد نیازی به پیگیری و پایش سطح آنتی‌بادی‌ها در جریان بیماری نیست. ثابت نشده است که آنتی‌بادی‌های GAD تنها علت بروز اس‌پی‌اس هستند، اما احتمالاً نشانگر بیماری یا یک پدیدار دوم از علت این بیماری هستند.
در بیماران اس‌پی‌اس، نورون‌های واحد حرکتی به‌طور غیرارادی شلیک می‌کنند که شبیه یک انقباض طبیعی است. پتانسیل‌های واحد حرکتی در حالی که بیمار در حال استراحت است برانگیخته می‌شود، به ویژه در ماهیچه‌هایی که سفت هستند. برانگیختگی بیش از حد نورون‌های حرکتی ممکن است به دلیل عملکرد نادرست در شبکه‌های مهاری نخاعی و فوق سگمنتال که از گابا استفاده می‌کنند، ایجاد شود. در نوار عصب و عضله اعمال غیرارادی جوری به نظر می‌رسند که گویی ارادی هستند؛ حتی زمانی که بیمار سعی می‌کند آرام باشد، انقباضات آگونیست و آنتاگونیست با هم رخ می‌دهد.
در تعداد کمی از بیماران مبتلا به اس‌پی‌اس، سرطان پستان، سرطان تخمدان یا سرطان ریه به صورت پارانئوپلاستیک به صورت سفتی عضلانی پروگزیمال تظاهر می مند. این سرطان‌ها با پروتئین‌های سیناپسی آمفیفیزین و گِـفیرین مرتبط هستند. اس‌پی‌اس پارانئوپلاستیک با آنتی‌بادی‌های آمفیفیزین در آدنوکارسینوم پستان دیده می‌شود. در این بیماران  آنتی‌بادی ضد GAD دیده نمی‌شود. انتقال غیرفعال بیماری اس‌پی‌اس با تزریق پلاسما در اس‌پی‌اس پارانئوپلاستیک ناثبات شده، اما در اس‌پی‌اس غیرسرطانی خیر.
شواهدی مبنی بر نقش ژن‌ها در احتمال ابتلا به اس‌پی‌اس وجود دارد. جایگاه ژنی آنتی‌ژن لوکوسیت انسانی کلاس ۲ بیماران را مستعد ابتلا به این بیماری می‌کند. اکثر بیماران SPS دارای الل DQB1* ۰۲۰۱ هستند. این الل با دیابت نوع ۱ نیز مرتبط است.

## تشخیص
اس‌پی‌اس با ارزیابی یافته‌های بالینی و ردکردن سایر بیماری‌ها تشخیص داده می‌شود. هیچ روش آزمایشگاهی خاصی برای تشخیص این بیماری وجود ندارد. به دلیل نادر بودن و متفاوت بودن علائم اس‌پی‌اس، تشخیص آن در بیشتر افراد مبتلا سال‌ها طول می‌کشد.
وجود آنتی‌بادی ضد گلوتامیک اسید دکربوکسیلاز بهترین نشانه بیماری است که با آزمایش خون و مایع مغزی-نخاعی قابل تشخیص است. آنتی‌بادی ضد GAD65 در حدود ۸۰ درصد بیماران اس‌پی‌اس یافت می‌شود. آنتی‌بادی‌های ضد غده تیروئید، فاکتور داخلی، ضد هسته‌ای، ضد آران‌پی و ضد گلیادین نیز اغلب در آزمایش خون این بیماران یافت می‌شوند. الکترومیوگرافی پالس‌های غیرارادی اعصاب حرکتی را در بیماران اس‌پی‌اس نشان می‌دهد. این آزمایش می‌تواند تشخیص اس‌پی‌اس را با در نظر گرفتن اسپاسم در عضلات دور از تنه در نتیجه تحریک بسیار شدید اعصاب پوستی یا اعصاب مختلط تأیید کند. پاسخ به دیازپام به تأیید اینکه بیمار دارای اس‌پی‌اس است کمک می‌کند، زیرا این دارو سفتی و شلیک اعصاب حرکتی را کاهش می‌دهد.
همان معیارهای کلی برای تشخیص اس‌پی‌اس پارانئوپلاستیک برای شکل طبیعی این بیماری نیز استفاده می‌شود. هنگامی که اس‌پی‌اس تشخیص داده شد، پاسخ ضعیف به درمان‌های مرسوم و وجود سرطان نشان می‌دهد که ممکن است از نوع پارانئوپلاستیک باشد. سی‌تی اسکن برای بیماران اس‌پی‌اس که به درمان پاسخ ضعیفی نشان می‌دهند برای تعیین اینکه آیا علت سرطان است یا خیر، توصیه می‌شود.
برخی بیماری‌ها علائم مشابهی با اس‌پی‌اس دارند، از جمله میلوپاتی‌ها، دیستونی‌ها، دژنراسیون‌های نخاعی مخچه، اسکلروز جانبی اولیه، نورومیوتونیا و برخی اختلالات روانی. احتمال حضور کزاز، سندرم نورولپتیک بدخیم، هیپرترمی بدخیم، اینترنورونیت مزمن نخاعی، سندرم سروتونین، ام‌اس و بیماری پارکینسون نیز باید کنار گذاشته شوند.
ترس‌ها و نگرانی‌های شدید بیماران اغلب سبب می‌شود که پزشکان فکر کنند علائم این بیماران روانی است، و گاهی حتی به تمارض آنها مشکوک می‌شوند. به‌طور میانگین شش سال از شروع علائم تا تشخیص قطعی بیماری طول می‌کشد.

## درمان
هیچ درمان مبتنی بر شواهدی برای اس‌پی‌اس یافت نشده است، و همچنین کارآزمایی‌های کنترل‌شده وسیعی از درمان‌های مختلف برای این بیماری انجام نشده است. نادر بودن این بیماری تلاش‌ها برای ایجاد دستورالعملی کارا و استاندارد را دچار اشکال کرده است.

## پیش‌آگهی بیماری
پیشرفت اس‌پی‌اس بستگی به این دارد که آیا یک شکل معمولی یا غیرطبیعی این بیماری وجود دارد و اینکه آیا بیماری‌های دیگر زمینه‌ای هم به‌طور همزمان موجود هستند یا خیر. تشخیص زودهنگام و درمان عصبی می‌تواند پیشرفت اس‌پی‌اس را محدود کند. اس‌پی‌اس به‌طور کلی به درمان پاسخ می‌دهد، اما این بیماری معمولاً به‌طور دوره‌ای پیشرفت می‌کند و در آن وضعیت تثبیت می‌شود. حتی با درمان، کیفیت زندگی به‌طور کلی کاهش می‌یابد زیرا سفتی عضلات مانع از بسیاری از فعالیت‌ها می‌شود. برخی از بیماران به دلیل خطر افتادن به وسایل کمک‌حرکتی نیاز دارند. حدود ۶۵ درصد از بیماران اس‌پی‌اس قادر به عملکرد مستقل نیستند. حدود ۱۰٪ در برخی موارد به مراقبت‌های ویژه نیاز دارند؛ مرگ ناگهانی در تقریباً همین تعداد از بیماران رخ می‌دهد. این مرگ‌ومیرها معمولاً در اثر اسیدوز متابولیک یا بحران دستگاه عصبی خودمختار ایجاد می‌شود.

## همه‌گیرشناسی
تخمین زده می‌شود که اس‌پی‌اس شیوعی در حدود یک یا دو نفر در هر میلیون نفر داشته باشد و زنان را تا سه برابر مردان مبتلا می‌کند. در بریتانیا، ۱۱۹ مورد بین سال‌های ۲۰۰۰ و ۲۰۰۵ شناسایی شد. بروز این بیماری ارتباط عمده‌ای با هیچ گروه نژادی یا قومی خاص ندارد. اس‌پی‌اس ممکن است در هر سنی شروع شود، اگرچه اغلب در افراد دهه چهل سالگی و بعد رخ می‌دهد. حدود ۳۵ درصد از بیماران اس‌پی‌اس دیابت نوع ۱ دارند.

## تاریخچه
اس‌پی‌اس نخستین بار توسط «فردریک مورش» و هنری وُلتمن در سال ۱۹۵۶ توصیف شد که آن را «سندرم استیف-من» (نشانگان مرد سفت) نامیدند. توصیف آنها از این بیماری بر اساس ۱۴ بیمار بود که طی ۳۲ سال مشاهده کرده بودند. این دو با استفاده از نوار عصب و عضله نشان دادند که برانگیختگی واحد حرکتی وجود دارد و نشانه‌ای از انقباضات شبه ارادی عضلانی در بیماران است. پیش از این، اس‌پی‌اس را به‌عنوان یک بیماری قبول نداشتند و آن را یک مشکل روان‌زاد می‌دانستند. معیارهای تشخیصی بالینی توسط دکتر «ادوارد ئی. گوردون» و همکاران در سال ۱۹۶۷ پیشنهاد شد. آنها پس از ارائه داروهای شل کننده عضلانی و بررسی آنها با نوار عصب و عضله، «انقباض تونیک مداوم را مشاهده کردند که به‌صورت برانگیختگی مداوم، حتی در حالت استراحت بروز می‌کند». در سال ۱۹۸۹، معیارهایی برای تشخیص SPS اتخاذ شد که شامل سفتی اپیزودیک محوری بدن، پیشرفت سفتی، لوردوز و اسپاسم‌های تحریک‌شده بود. نام این بیماری در سال ۱۹۹۱ از «سندرم مرد سفت» به «سندرم شخص سفت» تغییر یافت تا نظر جنسیت خنثی باشد.
در سال ۱۹۶۳، مشخص شد که دیازپام به کاهش علائم اس‌پی‌اس کمک می‌کند. کورتیکواستروئیدها برای اولین بار در سال ۱۹۸۸ برای درمان این بیماری استفاده شدند و تعویض پلاسمای خون نخستین بار در سال ۱۹۸۹ به‌کار رفت. نخستین استفاده از ایمونوگلوبولین‌های وریدی برای درمان این بیماری در سال ۱۹۹۴ صورت پذیرفت.
در سال ۱۹۸۸، میکله سولیمِـنا و همکاران کشف کردند که اتوآنتی بادی‌ها علیه GAD نقش کلیدی در اس‌پی‌اس ایفا می‌کنند. دو سال بعد، سولیمِـنا آنتی‌بادی‌ها را در ۲۰ بیمار از ۳۳ بیمار مورد بررسی جدا کرد. در اواخر دهه ۱۹۸۰ مشخص شد سرم بیماران اس‌پی‌اس نیز به نورون‌های گابانرژیک واکنش نشان می‌دهد. در سال ۲۰۰۶، نقش GABARAP در اس‌پی‌اس کشف شد. نخستین مورد اس‌پی‌اس پارانئوپلاستیک (مرتبط با سرطان) در سال ۱۹۷۵ کشف شد. در سال ۱۹۹۳، ثابت شد که آنتی‌بادی ضد آمفیفیزین در بروز اس‌پی‌اس مرتبط با سرطان نقش دارد، و هفت سال بعد نیز، نقش آنتی‌بادی ضد گِـفیرین در این بیماری کشف شد.
در دسامبر ۲۰۲۲، خواننده کانادایی سلین دیون اعلام کرد که از این سندرم رنج می‌برد و در نتیجه تمام اجراهایش لغو شد.